# Lysiteles transversus
Lysiteles transversus is een spinnensoort in de taxonomische indeling van de krabspinnen (Thomisidae).
Het dier behoort tot het geslacht Lysiteles. De wetenschappelijke naam van de soort werd voor het eerst geldig gepubliceerd in 2008 door Guo Tang et al..